# Велокс, Кендалл
Кендалл Велокс (англ. Kendall Velox; 18 августа 1971, Кингстаун, Сент-Винсент и Гренадины) — футболист, выступавший за сборную Сент-Винсента и Гренадин. Участник Золотого кубка КОНКАКАФ 1996.

## Биография

### Клубная карьера
Уроженец Кингстауна, игровую карьеру начинал в местном клубе «ГМА Кингстаун Френчес». В 1996 году переехал в Тринидад и Тобаго, где провёл большую часть карьеры. Первые несколько сезонов отыграл в клубах «Каледония AIA» и «Джо Паблик». В сезоне 2000/01 выступал в чемпионате Ливана за клуб «Неймех», где забил 6 мячей. В 2003 году вернулся на Тринидад, где стал игроком клуба «Норт-Ист Старз», в составе которого выиграл Кубок Тринидада и Тобаго и стал чемпионом страны в сезоне 2004. В 2008—09 годах выступал за «Каледония AIA», где вновь стал обладателем национального Кубка, а затем вернулся в «Норт-Ист Старз».

### Карьера в сборной
Дебютировал за сборную Сент-Винсента и Гренадин 22 марта 1992 года в матче первого отборочного раунда чемпионата мира 1994 против сборной Сент-Люсии. В 1995 году вместе со сборной стал финалистом Карибского кубка, по итогам которого сборная Сент-Винсента и Гренадин впервые в своей истории попала на Золотой кубок КОНКАКАФ. В финальной части Золотого кубка Велокс принял участие в одной игре группового этапа против сборной Мексики (0:5). По итогам группового этапа сборная Сент-Винсента не набрала очков и завершила выступление на турнире. В дальнейшем Велокс продолжал активно выступал за сборную и принял участие ещё в четырёх отборочных турнирах к чемпионатам мира. Последний матч за сборную провёл 20 июня 2008 года против Канады.